# Daniela Kadeva
Daniela Kadeva (en bulgare : Даниела Кадева) est une biathlète bulgare, née le 1er janvier 1994 à Bansko.

## Biographie
Kadeva fait ses débuts internationaux dans l'IBU Cup lors de la saison 2009-2010.
Elle est sélectionnée pour ses premiers championnats du monde en 2015 à Kontiolahti.
Aux Jeux olympiques d'hiver de 2018, à Pyeongchang, elle est 72e du sprint, 53e de l'individuel, 16e du relais et 17e du relais mixte.
Aux Championnats du monde 2020 à Anterselva, elle prend la 36e place à l'individuel, ce qui lui apporte ses premiers points pour la Coupe du monde.

## Palmarès

### Jeux olympiques d'hiver
| Épreuve / Édition                | Individuel | Sprint | Poursuite | Départ en masse | Relais | Relais mixte |
| Jeux olympiques 2018 Pyeongchang | 53e        | 72e    | -         | -               | 16e    | 17e          |

Légende :
- - : Non disputée par Kadeva

### Championnats du monde
| Épreuve / Édition         | Individuel | Sprint | Poursuite | Départ en masse | Relais | Relais mixte | Relais mixte simple              |
| Mondiaux 2015 Kontiolahti | —          | 86e    | —         | —               | 23e    | —            | Épreuve inexistante à cette date |
| Mondiaux 2017 Hochfilzen  | 72e        | —      | —         | —               | 22e    | —            | Épreuve inexistante à cette date |
| Mondiaux 2019 Östersund   | 54e        | 67e    | —         | —               | 20e    | 21e          | 19e                              |
| Mondiaux 2020 Anterselva  | 36e        | 81e    | —         | —               | 20e    | 24e          | —                                |
| Mondiaux 2021 Pokljuka    | 53e        | 88e    | —         | —               | 18e    | 15e          | —                                |

Légende :
- — : non disputée par Kadeva
- : pas d'épreuve

### Coupe du monde
- Meilleur classement général : 91e en 2020.
- Meilleur résultat individuel : 36e.

#### Classements en Coupe du monde
| Année     | Classement général final | Sprint | Poursuite | Individuel | Mass start |
| 2019-2020 | 91e                      | -      | -         | 63e        | -          |